# Cineol
A cineol (vagy 1,8-cineol, eukaliptol) az eukaliptuszolaj fő komponense. A kámfor-csoportba tartozó vegyület.
Nyákoldó, fájdalomcsillapító, antiszeptikus hatású, ezért a magas cineoltartalmú olajok alkalmasak a fertőző légzőszervi megbetegedések kezelésére.

## Illóolajok
A cineol az alábbi illóolajok fő hatóanyaga:
- Eucalyptus globolus max. 85%
- Eucalyptus radiata max. 80%
- Cajeput max. 75%
- Niaouli max. 60%
- Mirtusz max. 50%
- Ravensara aromatica max. 75%
- Elettaria cardamomum max. 50%
- Babérlevél max. 50%